# Kirenga
La Kirenga è un fiume della Siberia orientale, affluente di destra della Lena. Scorre nei rajon Kačugskij, Kazačinsko-Lenskij e Kirenskij dell'Oblast' di Irkutsk, in Russia.

## Descrizione
Nasce dal versante occidentale dei monti del Bajkal dall'unione dei due rami sorgentiferi Pravaja Kirenga (Kirenga destra) e Levaja Kirenga (Kirenga sinistra), scorrendo con direzione mediamente settentrionale; sfocia nella Lena nei pressi della città di Kirensk. Il fiume ha una lunghezza di 669 km (compresa la Levaja Kirenga di 746 km); l'area del suo bacino è di 7 670 km².
Il fiume è navigabile per 228 km a monte della foce, fino al villaggio di Kazačinskoe; è tuttavia gelato in superficie dall'inizio di novembre a fine aprile. I principali affluenti ricevuti lungo il corso sono Ul'kan, Okunajka, Minja, Kutima e Mogol' da destra, Chanda da sinistra.
Si avvicina al corso medio del fiume, e lo costeggia per un tratto di circa 25 km, la ferrovia Bajkal-Amur (BAM) e nei pressi del villaggio di Magistral'nyj si trova la stazione "Kirenga".

## Fauna
Il fiume è ricco di pesci: della sottofamiglia Thymallinae, del genere Sander e Carassius, e poi coregoni, Coregonus migratorius, taimen, luccio, pesce siluro, pesce persico, bottatrice, ido, abramide, carpa comune e acerina.